# غازانيا نحيلة الأوراق
غازانيا نحيلة الأوراق (الاسم العلمي: Gazania tenuifolia) هي نوع نباتي يتبع جنس الغازانيا من الفصيلة النجمية.  